# Lessertia inflata
Lessertia inflata är en ärtväxtart som beskrevs av William Henry Harvey. Lessertia inflata ingår i släktet Lessertia och familjen ärtväxter. Inga underarter finns listade i Catalogue of Life.